# La Frantumaglia
La Frantumaglia (título original) é um livro de não ficção escrito pela autora italiana Elena Ferrante . Ele foi traduzido no Brasil como Frantumaglia - Os Caminhos de Uma Escritora, e em Portugal como Escombros. O livro reflete sobre seu processo de escrita ao longo de 20 anos e foi republicado para refletir suas experiências escrevendo os romances napolitanos .

## Conteúdo
Frantumaglia contém 20 anos de cartas a seus editores, entrevistas e ensaios escritos pela escritora italiana Elena Ferrante. Neles, ela fala sobre sua escolha de ser anônima, afirmando que "os livros, uma vez escritos, não têm necessidade de um autor", sobre seu processo de escrita e sobre suas influências.
O título do livro deriva de uma expressão usada pela mãe de Ferrante, que significa “uma confusão de fragmentos”, que saltou dela e a destruiu, e foi usada para expressar “um mal-estar que não poderia ser definido de outra forma e que insinuava uma mistura lotada e heterogênea de coisas em sua cabeça, como escombros flutuando nas águas lamacentas de um cérebro”. Como disse o crítico "Ferrante continua voltando à ideia de que somos todos 'aglomerações inconstantes' de pedaços e pedaços."
O livro tornou-se especialmente popular pela possibilidade de saber mais sobre a misteriosa escritora, que usa apenas um pseudônimo e que nunca revelou sua identidade, apesar de décadas de especulação da imprensa. Ferrante escreve muito sobre como o processo de escrita é diferente para as mulheres, citando as escritoras que a inspiraram: Elsa Morante, Madame de Lafayette, Alice Munro, Clarice Lispector, Shulamith Firestone e Luce Irigaray, entre outras.
O livro foi originalmente publicado após os dois primeiros romances escritos por Ferrante, Um Amor Incômodo, de 1991, e Dias de Abandono, de 2002. O livro foi posteriormente expandido para incluir entrevistas relacionadas a A Filha Perdida , de 2006, e a Série Napolitana, escrita entre 2011 e 2016.

## Recepção
O livro foi bem recebido pela crítica, que elogiou a capacidade de Ferrante de guiar o leitor pelo seu processo de escrita. Victor Zarour Zarzar afirmou que "Frantumaglia pode muito bem ser seu texto mais fascinante: é ficção encarnada e uma obra de auto-exegese."
Eles também elogiaram como Ferrante conseguiu expor o mecanismo por trás de suas amadas personagens: "Heroínas que se observam vigilantemente, embora às vezes desistam e não consigam; mães; filhas e seus corpos porosos e em constante mudança; crianças; amigas e os caprichos do amor - esses são os assuntos mais atraentes de Ferrante."